# Joseph Schenck

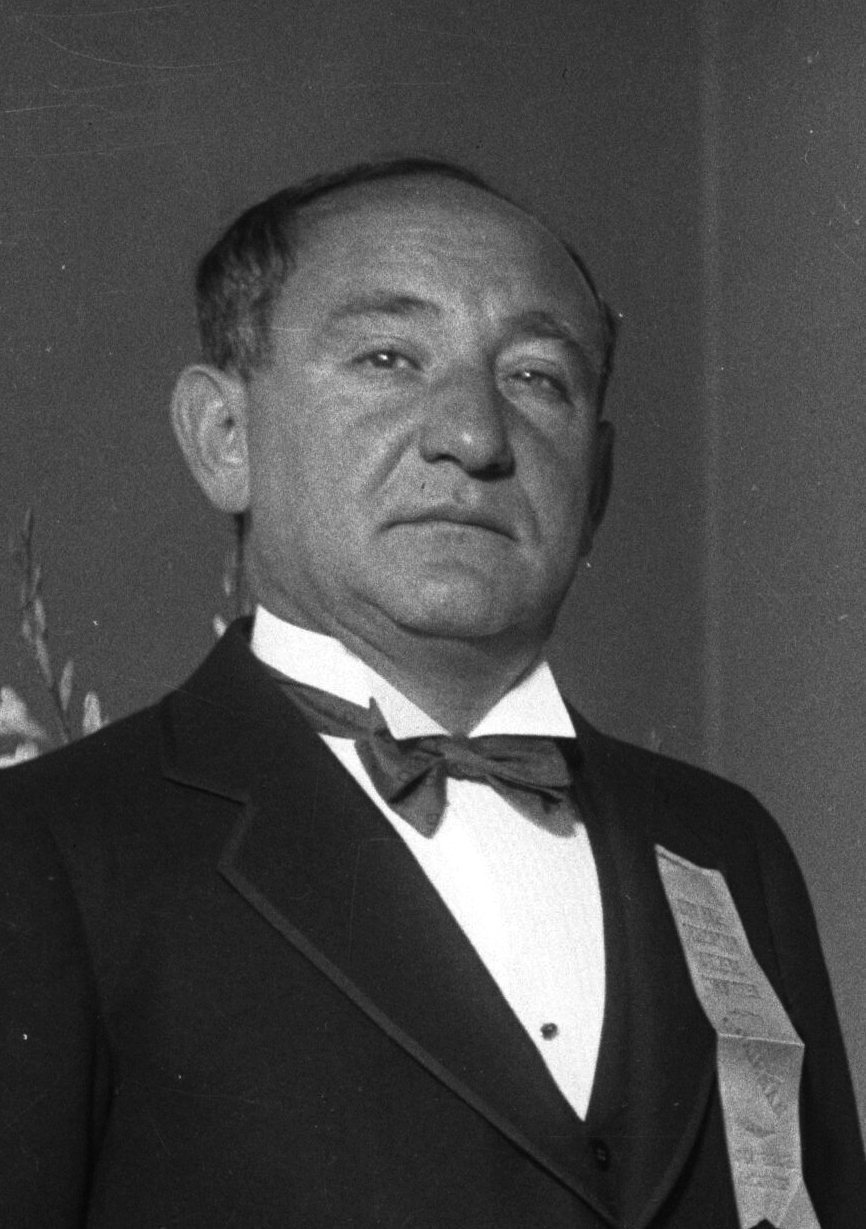
Joseph Schenck (1928)

Joseph Michael Schenck (* 13. Dezemberjul. / 25. Dezember 1878greg. in Rybinsk, Russisches Kaiserreich; † 22. Oktober 1961 in Los Angeles, Kalifornien) war ein US-amerikanischer Filmproduzent und als Manager verschiedener Filmunternehmen an der Entstehung der US-amerikanischen Filmindustrie beteiligt.

## Leben
Von 1916 bis 1934 war Schenck mit der Stummfilmschauspielerin Norma Talmadge verheiratet. Er produzierte ihre Filme und war auch nach der Scheidung ihr finanzieller Berater. Nach der Gründung der United Artists 1919 war Schenck ab 1925 der zweite Präsident des Unternehmens. Für die Besetzung des Chefsessels des Filmverleihs sprachen nicht nur seine betriebswirtschaftlichen Kenntnisse der Filmbranche, sondern auch die Kontakte zu seiner Schwägerin Natalie Talmadge und deren Ehemann Buster Keaton.
1934 gründete er zusammen mit Darryl F. Zanuck die 20th Century Pictures, die ihre Filme über die United Artists verliehen. 1935 fusionierte ihr Unternehmen mit der Fox Film Corporation zur 20th Century Fox, deren erster Präsident Schenck war. Joseph Schencks Bruder Nicholas war Vorstandsvorsitzender der Loew’s, Inc., der Mutterfirma der Metro-Goldwyn-Mayer.
Ab 1947 förderte Schenck die Karriere von Marilyn Monroe.

## Filmografie (Auswahl)
- 1917: Panthea
- 1918: Der Koch (The Cook, Kurzfilm)
- 1919: The New Moon
- 1920: Die Werkstatt (The Garage, Kurzfilm)
- 1920: Flitterwochen im Fertighaus (One Week, Kurzfilm)
- 1920: Buster Keatons Trauung mit Hindernissen (The Scarecrow, Kurzfilm)
- 1920: Nachbarschaft im Klinch (Neighbors, Kurzfilm)
- 1921: Das verwunschene Haus (The Haunted House, Kurzfilm)
- 1921: Die Ziege (The Goat, Kurzfilm)
- 1921: Im Theater (The Play House, Kurzfilm)
- 1921: Wasser hat keine Balken (The Boat, Kurzfilm)
- 1922: Buster und die Polizei (Cops, Kurzfilm)
- 1922: Im hohen Norden (The Frozen North, Kurzfilm)
- 1922: Das Bleichgesicht (The Paleface, Kurzfilm)
- 1922: Der Hufschmied (The Blacksmith, Kurzfilm)
- 1922: Das vollelektrische Haus (The Electric House, Kurzfilm)
- 1923: Drei Zeitalter (Three Ages)
- 1923: Verflixte Gastfreundschaft (Our Hospitality)
- 1923: Die Bluthochzeit (Ashes of Vengeance)
- 1924: Sherlock, jr. (Sherlock, Jr.)
- 1924: Der Navigator (The Navigator)
- 1925: Der Adler (The Eagle)
- 1925: Die Zwillingsschwester (Her Sister from Paris)
- 1925: Der Cowboy (Go West)
- 1925: Sieben Chancen (Seven Chances)
- 1926: Der Killer von Alabama (Battling Butler)
- 1926: Die Kameliendame (Camille)
- 1926: Der General (The General)
- 1927: Der Musterschüler (College)
- 1928: Steamboat Bill, jr. (Steamboat Bill, Jr.)
- 1928: Wetterleuchten (Tempest)
- 1928: Komödie einer Liebe (The Battle of the Sexes)
- 1928: Vergeltung (Revenge)
- 1928: Die Stunde der Entscheidung (The Woman Disputed)
- 1929: Der König der Bernina (Eternal Love)
- 1929: Die Lady von der Straße (Lady of the Pavements)
- 1930: Der Tolpatsch (Lummox)
- 1930: Abraham Lincoln
- 1930: The Bat Whispers
- 1933: The House of Rothschild (The House of Rothschild)
- 1934: The Last Gentleman